# Кошибеевка
Кошибеевка — деревня в Пителинском районе Рязанской области. Входит в Ермо-Николаевское сельское поселение

## География
Находится в северо-восточной части Рязанской области на расстоянии приблизительно 8 км на север-северо-запад по прямой от районного центра поселка Пителино на левом берегу речки Пёт.

## История
В 1862 году деревни еще не было отмечено на карте местности. Также она не было отмечена и в 1914 году.

## Население
Численность населения: 13 человек в 2002 году (русские 100 %), 10 в 2010.